# Murdannia loriformis
Murdannia loriformis är en himmelsblomsväxtart som först beskrevs av Justus Carl Hasskarl, och fick sitt nu gällande namn av Rolla Seshagiri Rao och R.V. Kammathy. Murdannia loriformis ingår i släktet Murdannia och familjen himmelsblomsväxter. Inga underarter finns listade.